# Baronía de Geraki
La Baronía de Geraki fue un feudo medieval franco del Principado de Acaya, situado en las laderas occidentales del monte Parnón en Laconia, de la península del Peloponeso en Grecia, y con capital en el castillo de Geraki (en griego: Γεράκι, Ἰεράκιον; en francés: Le Gi[e]rachy; en italiano: Zirachi, Zerachi). Después de la caída de Geraki ante los bizantinos, la familia gobernante, los Nivelets, conservaron su título de barón y fueron compensados con nuevas tierras en Mesenia, como la Baronía de Nivelet. 

## Historia
La Baronía de Geraki fue establecida alrededor de 1209, después de la conquista del Peloponeso por los cruzados, y fue una de las doce Baronías originales del Principado de Acaya. La Baronía, con seis feudos atribuidos, fue dada a Guido de Nivelet, quien construyó la fortaleza de Geraki cerca de la antigua Gerontras. Al igual que la Baronía de Passavant en la Laconia occidental, Geraki fue construida como una fortaleza en una región fronteriza rebelde. No fue sino hasta aproximadamente 1248, con la caída de la última fortaleza bizantina, Monemvasia, Laconia fue totalmente pacificada, y el propósito de Geraki era vigilar a los rebeldes Tsakones que habitaban el norte del Parnón.
Guido de Nivelet, que es registrado alrededor de 1228-1230, fue sucedido como barón por Juan de Nivelet, tal vez su hijo. No está claro cuándo exactamente Geraki cayó ante los bizantinos en la década de 1260. Jorge Paquimeres lo menciona como una de las fortalezas (junto con la Gran Maina, Mistra y Monemvasia) que el príncipe Guillermo II de Villehardouin acordó entregar como rescate por su liberación del cautiverio. Aunque Geraki probablemente no se rindió inmediatamente, su expuesta posición lo hizo vulnerable, y cayó poco después, aunque no en las primeras ofensivas bizantinas de 1263 a 1264, sino alrededor de 1268-1270.
Después de la pérdida de Geraki, la familia Nivelet fue compensada con nuevas tierras en Mesenia. Mantuvieron su título de barón, pero la nueva "Baronía de Nivelet" ya no era una entidad geográfica distinta, sino un conjunto de feudos dispersos ligados a la familia. Los Nivelets sobrevivieron hasta 1316, cuando la familia fue desposeída por el firme apoyo del entonces barón (Karl Hopf hipotéticamente lo nombra Juan II) a Fernando de Mallorca para apoderarse del Principado. Después de derrotar a Fernando, el príncipe Luis de Borgoña ejecutó al último barón Nivelet y dio sus tierras a uno de sus propios partidarios, Dreux de Charny.